# 盘塘镇
盘塘镇，是中华人民共和国湖南省常德市桃源县下辖的一个乡镇级行政单位。

## 行政区划
盘塘镇下辖以下地区：
盘龙桥社区、回龙庵社区、白鹤村、车家坪村、六房湾村、花树桥村、黄叶岗村、常青村、朱家港村、王家垱村、红岩山村、华林村、青草岗村、铁家垱村、楠竹铺村、白家堉村、张家桥村、董家坪村和创元生活区。